# هاینس هیلپرت
هاینس هیلپرت (انگلیسی: Heinz Hilpert; ۱ مارس ۱۸۹۰ – ۲۵ نوامبر ۱۹۶۷) کارگردان فیلم، فیلم‌نامه‌نویس و بازیگر سینما اهل آلمان بود.

## فیلم‌شناسی

### کارگردان
- Three Days of Love (۱۹۳۱)
- عشق، مرگ و شیطان (۱۹۳۴)
- بادبزن خانم ویندیرمیر (۱۹۳۵)
- The Devil in the Bottle (۱۹۳۵)